# مسجد النور کرایست‌چرچ
مسجد النور کرایست‌چرچ (به عربی: مسجد النور) مسجدی بزرگ در منطقهٔ ریکارتون شهر کرایست‌چرچ نیوزیلند است.